# カーラネミ

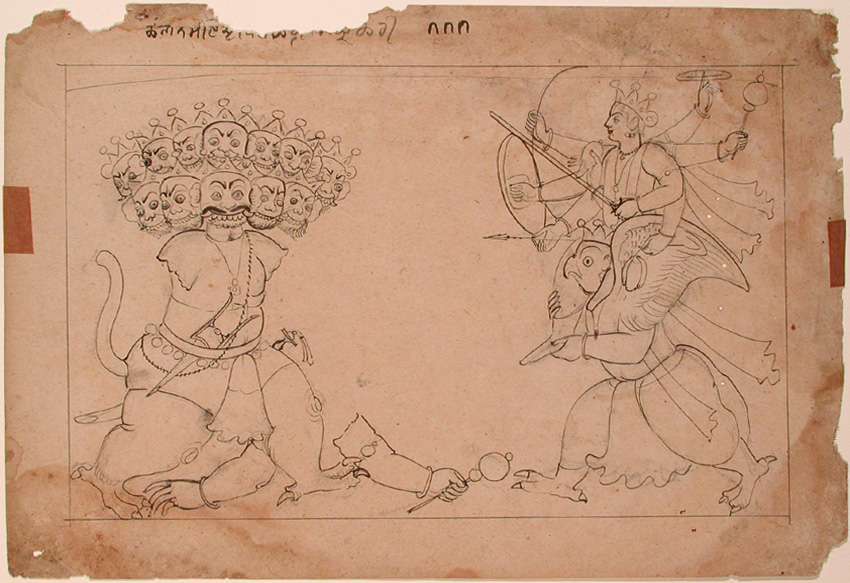
ガルーダヴァーハナに捉えられたヴィシュヌによる悪魔カラネミ解体を描いた1740年の絵画

カーラネミ（カラネミとも）は、前ヴェーダの神。
その名前は「時の輪の外輪」、「天球の外輪」、または「黒い森」を意味していると言われる。
時代によってはナーガや羅刹の一人として同名の人物が登場する。